# In the Beginning...
In the Beginning... è il primo album del gruppo musicale Malice, pubblicato nel 1985 per l'etichetta discografica Atlantic Records.

## Tracce
1. Rockin' with You
2. Into the Ground
3. Air Attack
4. Stellar Master
5. Tarot Dealer
6. Squeeze It Dry
7. Hellrider
8. No Haven for the Raven
9. The Unwanted
10. Godz of Thunder

## Formazione
- James Neal - voce
- Jay Reynolds - chitarra, voce
- Mick Zane - chitarra, voce
- Mark Behn - basso, voce
- Cliff Carothers - batteria